# 下施蒂利亞

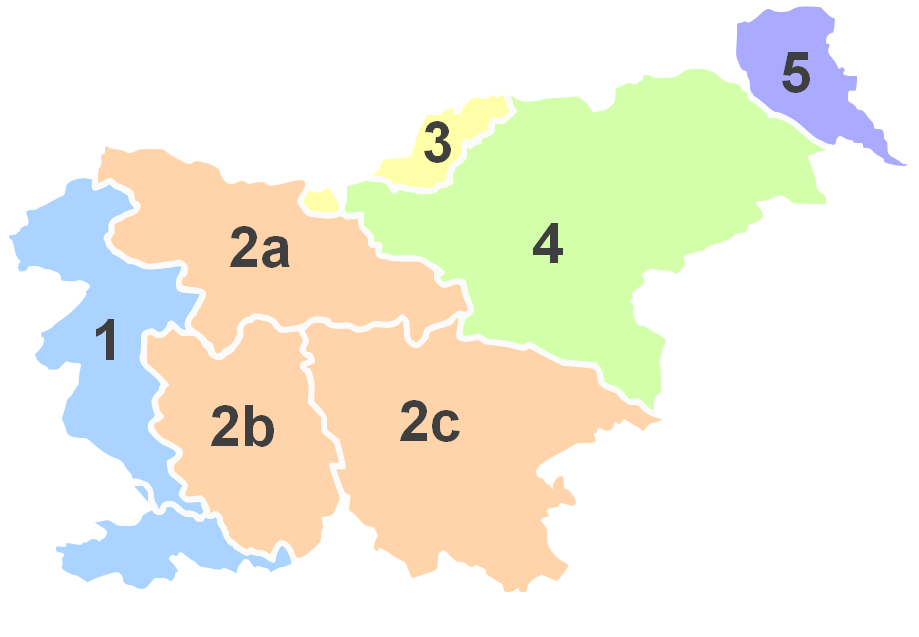
斯洛文尼亞傳統地區.

1. 沿海地區
2. 卡尼奧拉：2a 上，2b 內，2c 下
3. 卡林西亞
4. 施蒂利亞
5. 普雷克穆列

施蒂利亞又稱下施蒂利亞是斯洛維尼亞東北部的地區，以白酒著名，主要城市包括马里博尔、采列和普图伊。
由于施蒂利亞公國在奥匈帝国1918年解体時被分割，兩國的認知不同。斯洛維尼亞的施蒂利亞也可稱為下施蒂利亞，與整個奥地利的施蒂利亞州──斯洛維尼亞所認知的上施蒂利亞──相對。不過對奥地利而言，奥地利的上施蒂利亞指施蒂利亞州北部，布魯克安德莫爾鎮的臨近叢林地區。另外亦有分別在格拉茨市東西方的東施蒂利亞和西施蒂利亞的地區名詞。